# Labroides pectoralis
Labroides pectoralis es una especie de peces de la familia Labridae en el orden de los Perciformes.

## Morfología
Los machos pueden llegar alcanzar los 11 cm de longitud total.

## Distribución geográfica
Se encuentra desde el este de la Índico hasta las Islas de la Línea, Pitcairn y la Gran Barrera de Coral.